# James Gentle
James Cuthbert Gentle (ur. 21 lipca 1904 w Dorchester, zm. 22 maja 1986 w Filadelfii) – amerykański piłkarz, hokeista na trawie i oficer. Jako piłkarz grał na pozycji napastnika. 

## Kariera sportowa
Karierę piłkarską rozpoczął w 1925 w klubie Boston Wonder Workers. W 1926 został zawodnikiem klubu Philadelphia Field Club. W 1931 zakończył karierę piłkarską. 
Został powołany na Mistrzostwa Świata 1930. Na turnieju pełnił rolę zawodnika rezerwowego, a same mistrzostwa zakończyły się dla USA i Gentla zdobyciem brązowego medalu.
Gentle grał także w hokeja na trawie w Philadelphia Cricket Club. W 1932 zdobył brązowy medal w hokeju na trawie podczas Igrzysk Olimpijskich w Los Angeles. 
Na Igrzyskach Olimpijskich w turnieju hokejowym rywalizowały tylko trzy drużyny. Po tym, jak drużyna Indii pokonała drużynę Japonii 11:1, Japończycy zwyciężyli z drużyną Stanów Zjednoczonych 9:2. W ostatnim meczu reprezentacja Indii zwyciężyła 24:1 z drużyną Stanów Zjednoczonych. W obu meczach Gentle grał jako defensywny zawodnik. 
Cztery lata później Gentle wziął także udział w Igrzyskach Olimpijskich w Berlinie w 1936. Amerykanie przegrali tam wszystkie cztery mecze, a Gentle zagrał w trzech z nich.

## Służba w armii
Po wstąpieniu USA do II wojny światowej został powołany do służby i przydzielony do 36. dywizji piechoty. Brał udział między innymi w kampanii włoskiej. Z United States Army odszedł w 1956 roku w stopniu pułkownika.

## Sukcesy

### Piłka nożna
Stany Zjednoczone
- Mistrzostwa Świata 1930: 3. miejsce

### Hokej na trawie
- Igrzyska olimpijskie (1): 1932 (brązowy medal)